# 恶魔城 (MSX)
《恶魔城》是一款由科乐美于1986年制作和发行的平台类冒险游戏。 本游戏在MSX2发行。
本游戏与FC游戏机《恶魔城》同一时期制作。它们在日本地区具有同样的名称（悪魔城ドラキュラ）。游戏在FC游戏版本发行后的一个月，1986年10月30日在日本地区发行。称为恶魔城系列的第二作。